# Благодатное (Криничанский район)
Благода́тное (укр. Благодатне) — село,
Гуляйпольский сельский совет,
Криничанский район,
Днепропетровская область,
Украина.
Код КОАТУУ — 1222082003. Население по переписи 2001 года составляло 96 человек.

## Географическое положение
Село Благодатное находится в белке Кошеватая в 1,5 км от левого берега реки Базавлук,
на расстоянии в 2,5 км от села Гуляйполе.
По селу протекает пересыхающий ручей с запрудой.